# Älgsjön (Gåxsjö socken, Jämtland)
Älgsjön är en sjö i Strömsunds kommun i Jämtland och ingår i Indalsälvens huvudavrinningsområde. Sjön har en area på 0,184 kvadratkilometer och ligger 387,9 meter över havet.

## Delavrinningsområde
Älgsjön ingår i det delavrinningsområde (706556-146165) som SMHI kallar för Utloppet av Gåxsjön. Medelhöjden är 333 meter över havet och ytan är 50,88 kvadratkilometer. Räknas de 12 avrinningsområdena uppströms in blir den ackumulerade arean 198,24 kvadratkilometer. Gåxsjönoret (Rångnoret) som avvattnar avrinningsområdet har biflödesordning 3, vilket innebär att vattnet flödar genom totalt 3 vattendrag innan det når havet efter 221 kilometer. Avrinningsområdet består mestadels av skog (49 procent). Avrinningsområdet har 15,64 kvadratkilometer vattenytor vilket ger det en sjöprocent på 30,7 procent.